# ユハニ・アホ

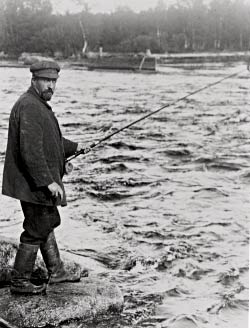
中央スオミ県ヴィータサーリで釣りをしているアホ

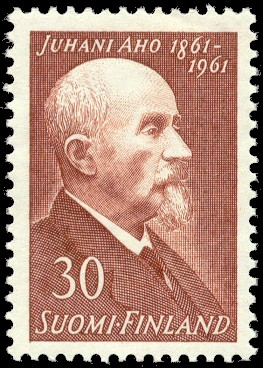
アホの記念切手（1961年）

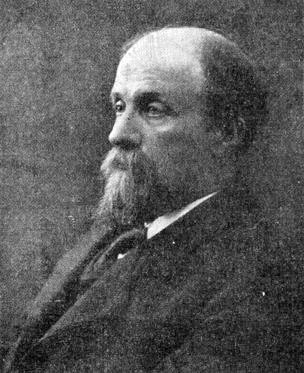
ユハニ・アホ

ユハニ・アホ（Juhani Aho、本来はJohannes Brofeldt、1861年9月11日 - 1921年8月8日）は、フィンランド、ラピンラハティ出身の小説家、ジャーナリスト。フィンランドに於ける写実主義黎明期を代表する小説家で、業績はフィンランド文学史上特異である。
牧師の子で、フィンランドの小説家、劇作家であるアレクシス・キヴィの影響を受け、1884年に鉄道が開通した時の農民をリアリズムに表現した処女作『鉄道（en:Rautatie）』を著した。
1885年、ノルウェーの舞台監督、詩人、劇作家であるヘンリック・イプセン風で上流階級を批判した作品『牧師の娘』を著す。
1890年に、フランスの作家、詩人、劇作家であるギ・ド・モーパッサン、同様にフランスの小説家であるアルフォンス・ドーデの影響を受け、自然主義風に書かれた小説『独り』を著し、1893年には『牧師の妻』を著した後に新ロマン主義に移った。
1891年よりアホが亡くなる1921年まで、後のフィンランド文学に影響を与えた全8巻からなるエッセイ集『小品』を著す。
1911年には三角関係を描いた『白い花びら（Juha）』を著し、1999年にフィンランドの映画監督であるアキ・カウリスマキにより映画化された。
アホはフライ・フィッシングを好み、1939年にノーベル文学賞を受賞したフィンランドの作家であるフランス・エーミル・シランペーとヘルシンキで交流もあった。
1921年8月8日、ヘルシンキで亡くなる。